# آب‌انبار لب چال
آب‌انبار لب چال مربوط به اواخر دوره قاجار است و در قم، خیابان ۴۵ متری عمار یاسر، کوچه عمار یاسر ۵ واقع شده و این اثر در تاریخ ۲ آبان ۱۳۸۲ با شمارهٔ ثبت ۱۰۵۶۸ به‌عنوان یکی از آثار ملی ایران به ثبت رسیده است.